# Oleksandr Uschkalenko
Oleksandr Anatolijowytsch Uschkalenko (ukrainisch Олександр Анатолійович Ушкаленко; * 2. August 1964 in Sumy, Ukrainische SSR) ist ein ehemaliger sowjetisch-ukrainischer Skilangläufer.

## Werdegang
Uschkalenko hatte seine ersten internationalen Erfolge bei den Junioren-Skiweltmeisterschaften 1983 in Kuopio. Dort gewann er über 15 km und mit der Staffel jeweils die Goldmedaille. Im folgenden Jahr holte er bei den Junioren-Skiweltmeisterschaften in Trondheim die Bronzemedaille über 15 km und die Goldmedaille mit der Staffel. Im März 1984 startete er in Murmansk erstmals im Weltcup und errang dabei den 16. Platz über 15 km und erreichte damit seine beste Einzelplatzierung im Weltcup. Im März 1987 wurde er in Falun Zweiter mit der Staffel. Seine besten Platzierungen bei den Nordischen Skiweltmeisterschaften 1997 in Trondheim waren der 36. Platz im Verfolgungsrennen und der 16. Rang mit der Staffel. Seine letzten internationalen Wettbewerbe absolvierte er bei den Olympischen Winterspielen 1998 in Nagano. Dort lief er auf den 57. Platz über 50 km Freistil und auf den 48. Rang über 30 km klassisch.